# Субанг Джая
Субанг Джая е град в югозападна Малайзия. Населението му е около 1 600 000 жители (2010 г.), което го прави най-населеният град в Малайзия. Площта му е 70 кв. км. Основан е през 1974 г., а получава статут на община през 1997 г. Намира се в часова зона UTC+8.